# Hiệp Hoà (Bắc Giang)
Hiệp Hoà is een district in de Vietnamese provincie Bắc Giang. Het ligt in het noordoosten van Vietnam. Het noordoosten van Vietnam wordt ook wel Vùng Đông Bắc genoemd.
De hoofdplaats van het district is Thắng, ongeveer 40 kilometer ten noorden van Hanoi.
Thị trấn: Thắng

Xã: Bắc Lý · Châu Minh · Đại Thành · Danh Thắng · Đoan Bái · Đông Lỗ · Đồng Tân · Đức Thắng · Hòa Sơn · Hoàng An · Hoàng Lương · Hoàng Thanh · Hoàng Vân · Hợp Thịnh · Hùng Sơn · Hương Lâm · Lương Phong · Mai Đình · Mai Trung · Ngọc Sơn · Quang Minh · Thái Sơn · Thanh Vân · Thường Thắng · Xuân Cẩm
Hoofdstad: Bắc Giang

Huyện: Hiệp Hoà · 
Lạng Giang · 
Lục Nam · 
Lục Ngạn · 
Sơn Động · 
Tân Yên · 
Việt Yên · 
Yên Dũng · 
Yên Thế